# Vernaya
Vernaya là một chi động vật có vú trong họ Muridae, bộ Gặm nhấm. Chi này được Anthony miêu tả năm 1941. Loài điển hình của chi này là Chiropodomys fulvus G. M. Allen, 1927.

## Các loài
Chi này gồm các loài:
- Vernaya fulva